# Katie Lohmann
Katie Lohmann (Scottsdale, 29 de Janeiro de 1980) é uma modelo e atriz estadunidense. Foi Playmate da revista Playboy em abril de 2001.

## Filmografia
- 2009 - Dahmer Vs. Gacy
- 2008 - The House Bunny
- 2003 - Dorm Daze
- 2001 - Tomcats